# Eueides vibilia
Eueides vibilia is een vlinder uit de familie van de Nymphalidae. De wetenschappelijke naam van de soort is voor het eerst geldig gepubliceerd in 1819 door Pierre André Latreille & Godart.